# Cantón de Redange
Redange (en Luxemburgués: Réiden), es un cantón ubicado en el Distrito de Diekirch, en Luxemburgo. La capital es Redange. El cantón tiene una población de 14,499 habitantes.

## Comunas

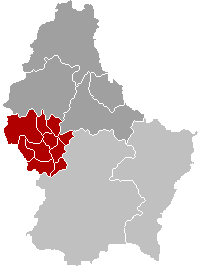
Comunas.

El cantón está formado por 10 comunas, las cuales son:
- Beckerich
- Ell
- Grosbous
- Préizerdaul
- Rambrouch
- Redange
- Saeul
- Useldange
- Vichten
- Wahl

- Datos: Q835980
- Multimedia: Canton of Redange / Q835980